# 서포 김만중 선생 유허
서포 김만중 선생 유허는 서포 김만중(西浦 金萬重, 1637~1692)의 유배지이다.

## 내용
“한양에서 천사십오 리”(『신증동국여지승람』), 감히 한양을 넘볼 수 없을 만치 아득히 멀기만 한 땅에 불과했던 남해는 때를 잘못 만난 선비들에게는 눈물의 유배지였다. 고려부터 조선 말기에 이르기까지 약 30명 정도가 남해군에 유배되었는데, 그중 한 사람인 서포 김만중(西浦 金萬重, 1637~1692)은 남해섬에서도 1㎞ 정도 배를 타고 들어가야 하는 노도에서 적적하고 삭막한 유배생활을 했다. 1985년까지만 해도 노도는 등잔불을 켜고 살았던 오지 중의 오지였다. 본디 삿갓처럼 생겨서 삿갓섬이라 불렸는데, 임진왜란 때 이 섬에서 노를 많이 만들었으므로 노도라 부르기 시작했다고 전한다.
조선시대 국문소설 구운몽과 사씨남정기의 지은이로 널리 알려진 서포 김만중이 유배와 살다 죽은 섬이다.
김만중은 세도 있는 집안의 자손으로 태어나 한때 공조판서, 대사헌, 대제학 등 높은 벼슬자리를 두루 거친이다. 숙종과 희빈 장씨 사이에 난 아들의 세자 책봉 문제를 둘러싸고 벌어진 서인과 남인의 당쟁에서 그가 속했던 서인이 실각하자, 숙종 15년(1689) 관직을 박탈당하고 남해 노도 외딴섬에서 귀양살이를 하게 되었다.
온종일 하염없이 바다만 바라보며 한숨짓던 노인 김만중을 일컬어 마을사람들은 놀고먹는 할아버지란 뜻으로 ‘노자묵자할배’라 불렀다고 전한다.

「아득한 섬들은 구름이 내려앉은 바다 건너에 있고
방장봉래봉은 가까이 있도다.
육친인 형제 숙질과는 떨어져 홀로 외롭게 살건만
남들은 나를 신선으로 알겠구나.」
— 김만중

김만중은 노도에서 산 3년 동안 우리 문학사에서 빼놓을 수 없는 국문소설인 「사씨남정기」와 「구운몽」을 지었다. 「사씨남정기」는 숙종이 희빈 장씨에게 빠져 인현왕후를 폐위시켜 내친 일을 풍자한 내용이고, 「구운몽」은 홀어머니를 위로하기 위해 지은 소설로 여덟 명의 선녀와 함께 온갖 부귀영화를 누렸으나 그것은 결국은 덧없는 하룻밤 꿈임을 깨닫고 수도하여 마침내 극락으로 가게 된다는 내용을 담고 있다. 귀양지에서 어머니 윤씨의 부음을 들은 김만중은 「정경부인 윤씨행장」을 쓴 뒤 숙종 18년(1692) 56세의 나이로 노도에서 생을 마쳤다.
노도 선착장에는 서포 김만중 선생 유배지를 알리는 기념비가 세워져 있으나, 정작 김만중이 거처했던 집이나 무덤 등 유허지는 잡초만 우거진 폐허 상태이다.
김만중 외에도 남해로 유배와 주목할 만한 문학작품을 남긴 이로는 자암 김구(自菴 金絿), 1488~1534와 후송 유의양(後松 柳義養, 1718~?)이 있다. 안평대군, 한호, 양사언과 함께 조선 전기 4대 서예가의 한 사람으로 알려져 있는 자암 김구(自菴 金絿)는 조선 중종 때 기묘사화로 10여 년 동안 남해에서 귀양살이를 하였는데, 이때 경기체가 「화전별곡」을 지어 남해의 아름다운 풍광과 따뜻한 인심을 널리 알렸다. 남해를 일점선도(一點仙島: 신선의 섬)라 표현한 것도 「화전별곡」에서이다. 화전은 남해섬의 옛 이름이다.
조선 영조 때 예조참판을 지내다가 유배온 유의양도 남해에서 1년 남짓 지내면서 당시 남해 풍물을 상세히 묘사한 풍물지 「남해견문록을 남겼다. '「남해견문록」은 한글작품이다.

## 같이 보기
- 남해군
- 노도
- 남해유배문학관[1]